# قائمة البعثات الدبلوماسية في المالديف

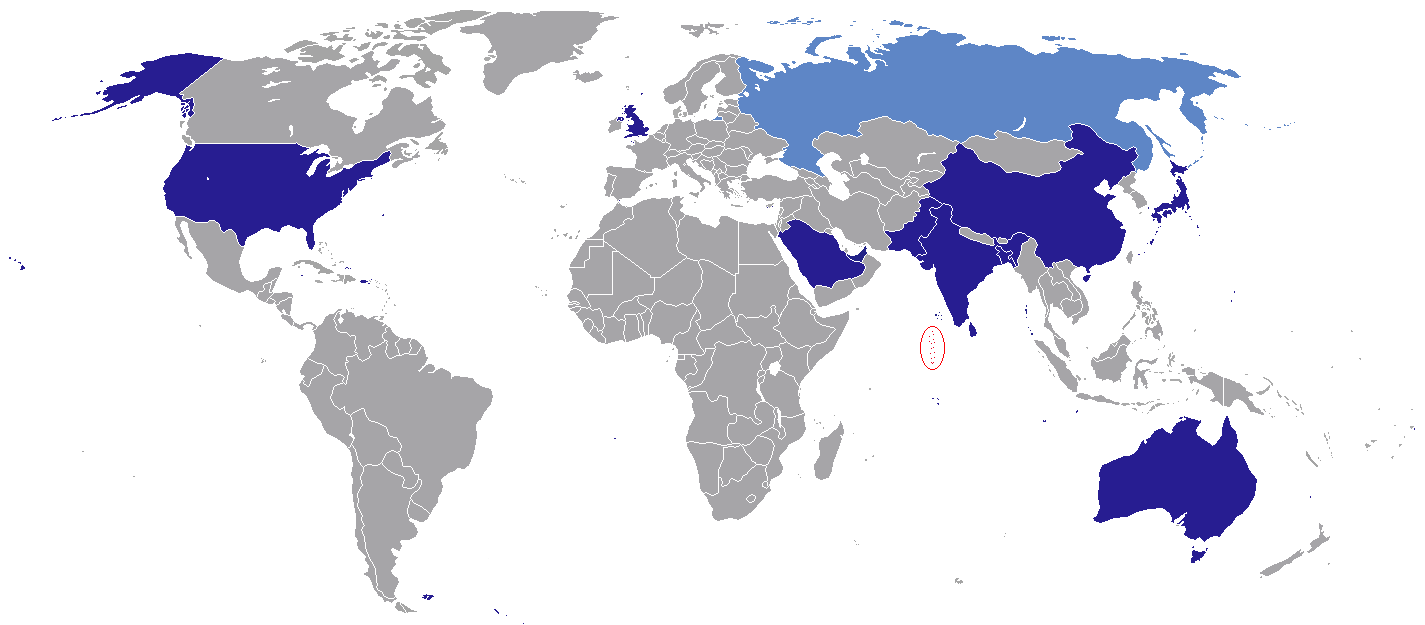
البعثات الدبلوماسية في المالديف

تسرد هذه الصفحة البعثات الدبلوماسية المقيمين في المالديف. وتستضيف العاصمة، ماليه، 7 سفارات ومفوضيات عليا. العديد من البلدان الأخرى لديها سفراء معتمدين مقيمين في عواصم أو مدن كبرى أخرى في المنطقة.

## سفارات ومفوضيات عليا
ماليه
| - بنغلاديش - الصين - الهند - اليابان - باكستان - السعودية - سريلانكا |

## سفارات ومفوضيات عليا غير مقيمة
مقيمة في نيودلهي ما لم يذكر خلاف ذلك
| - الجزائر - أستراليا (كولومبو) - النمسا - بلجيكا - بوتان (داكا) - البرازيل - بروناي (سنغافورة) - كندا (كولومبو) - تشيلي - كولومبيا - كوبا (كولومبو) - قبرص - جمهورية التشيك - الدنمارك - مصر (كولومبو) - الاتحاد الأوروبي (كولومبو) - فنلندا - فرنسا (كولومبو) - ألمانيا (كولومبو) - غانا - اليونان - غينيا (طهران) - المجر - إندونيسيا (كولومبو) - إيران (كولومبو) - العراق - إيطاليا (كولومبو) - الأردن (إسلام آباد) - كوريا الشمالية - كوريا الجنوبية (كولومبو) - كوسوفو (الرياض) - الكويت (كولومبو) - ليبيا (إسلام آباد) - ماليزيا (كولومبو) | - مالطا (فاليتا) - موريشيوس - المكسيك - منغوليا - ميانمار (كولومبو) - نيبال (كولومبو) - هولندا (كولومبو) - نيوزيلندا (سنغافورة) - نيجيريا (إسلام آباد) - النرويج (كولومبو) - فلسطين (كولومبو) - بيرو - بولندا - الفلبين (داكا) - البرتغال (إسلام آباد) - قطر - رومانيا - روسيا (كولومبو) - صربيا - سنغافورة - سلوفاكيا - جنوب إفريقيا - إسبانيا - السويد - سويسرا (كولومبو) - سيراليون (أبو ظبي) - سوريا - تايلاند (كولومبو) - تونس - تركيا - الإمارات العربية المتحدة (كولومبو) - المملكة المتحدة (كولومبو) - الولايات المتحدة (كولومبو) - فيتنام - اليمن (إسلام آباد) |